# Obrazy starego świata
Obrazy starego świata (Obrazy starého sveta) – czechosłowacki film dokumentalny z 1972 roku w reżyserii i według scenariusza Dušana Hanáka. 

## Treść filmu
Film jest portretem zbiorowym mieszkańców słowackich wsi, którzy zmagają się na co dzień ze skrajnym ubóstwem i niedostatkiem, a zarazem nie otrzymują żadnych świadczeń. Film Obrazy starego świata dowodził, że państwo socjalistyczne nie zapewniło bohaterom dokumentu opieki, której potrzebowali. Wśród uwiecznionych na filmie postaci znajdują się: mężczyzna, który ciągnie pług o własnych siłach; okaleczony pasterz, który sam rąbie drewno i buduje dom; mężczyzna, który obsesyjnie interesuje się kosmosem; starsza kobieta, która sprząta kościół i spędza większość czasu na opiece nad grobami swoich krewnych na cmentarzu; mężczyzna, który służył w armii austro-węgierskiej, a teraz sam sadzi ziemniaki; mężczyzna, który gra na dudach swoim owcom; oraz obłożnie chory mężczyzna, który nadal gra na kontrabasie w trio z kilkoma przyjaciółmi. Wyznawane przez wszystkich bohaterów wartości to zdrowie, pokój, człowieczeństwo, szczęście, smutek, praca, dzieci, dobroć i miłość, szacunek dla Boga i samego życia.

## Produkcja i odbiór
Otrzymawszy propozycję nakręcenia filmu o twórczości klasyka słowackiej fotografii Martina Martinčka, Dušan Hanák zamierzał dotrzeć do postaci uwiecznionych przez fotografa, układając ich losy w polifonię ludzkich historii. Cztery z dziesięciu sportretowanych postaci w filmie odkrył przedtem Martinček, pięć innych odnalazł sam Hanák w towarzystwie; dziesiąty bohater filmu został odkryty wspólnie przez Martinčka i Hanáka. Metoda twórcza Hanáka zakładała przeplatanie zabiegów dokumentalnych z elementami inscenizacji filmowej.
Hanák opisywał Obrazy starego świata następująco:

Film opowiada o sile moralnej i wewnętrznym pięknie naszych dziadków, a także o ich wartościach, których tak często brakuje w dzisiejszych czasach. [...] Zafascynowało mnie to, że udało im się zachować pewien archetyp, pradawną formę człowieczeństwa, mentalność, która powoli znika z naszego cywilizowanego świata.

Ze względu na niekorzystne przedstawienie państwa socjalistycznego, które nie zapewniało wsparcia bohaterom filmu, Obrazy starego świata zostały niedopuszczone do wyświetlania. Dopiero w 1989 roku, na fali aksamitnej rewolucji, film trafił do kin oraz obiegu festiwalowego. Na rozdaniach Europejskich Nagród Filmowych film Hanáka zdobył specjalne wyróżnienie, a rok później Stowarzyszenie Krytyków Filmowych Los Angeles określiło Obrazy starego świata mianem najlepszego filmu roku 1990. W plebiscycie z 2000 roku słowaccy krytycy wyłonili Obrazy starego świata jako najlepszy słowacki film w historii.